# گرگ‌ها (فیلم ۱۹۹۹)
«گرگ‌ها» (انگلیسی: Wolves (1999 film)) فیلمی در ژانر است که در سال ۱۹۹۹ منتشر شد.